# Heinze von Kracht

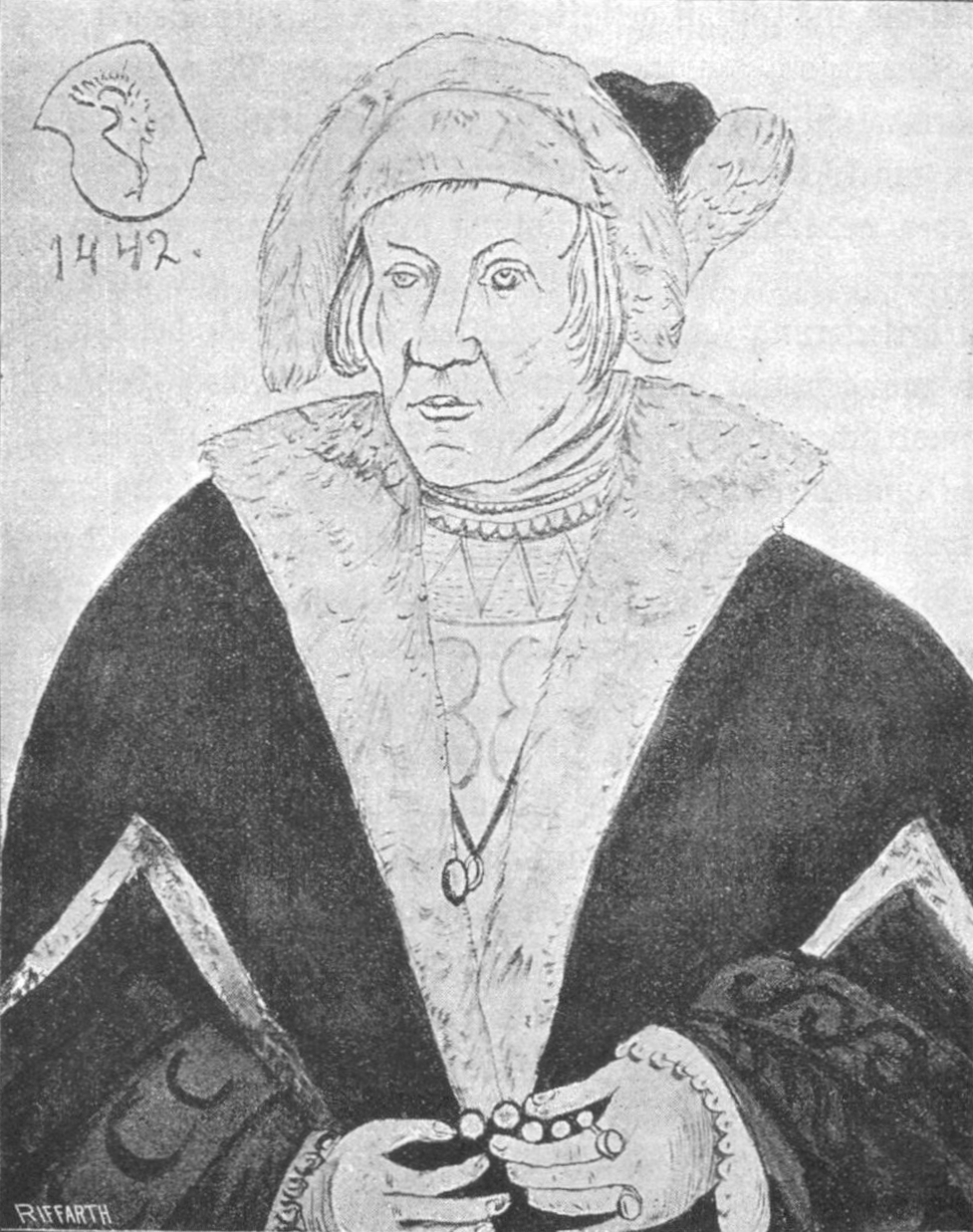
Heinze von Kracht

Heintze Kracht (auch unhistorisch Heinze von Kracht; * um 1400; † nach 1466) war  der erste Kanzler der Mark Brandenburg unter den Hohenzollern.

## Leben
Heintze Kracht stammte aus der brandenburgischen Familie Kracht. Sein Vater war Werner Kracht, seine Mutter Gertrud Drandorff.
1437 wurde er erstmals als oberster Schreiber von Markgraf Johann genannt. Diesem lieh er einmal 300 rheinische Gulden, wofür er 1439 mit der Herrschaft Zauche belehnt wurde. Dessen Bruder Kurfürst Friedrich II. beließ ihn auch nach 1440 in der Kanzlei, wo Heintze Kracht 1441 als Protonotarius bezeichnet wurde. Auf einer Zeichnung von Seidel von 1442 trug Heintze Kracht die Insignien eines Kanzlers, als der er 1443 dann auch bezeichnet wurde.
1445 wurde Kracht in dieser Funktion von Friedrich Sesselmann abgelöst, blieb aber kurfürstlicher Rat des Kurfürsten bis 1466, als er letztmals genannt wurde. Sein Todesjahr ist unbekannt.